# Memorial Cimurri
Der Memorial Cimurri (auch Gran Premio Bioera) war ein italienisches Eintagesrennen für Radrennfahrer. 
Er zählte zur UCI Europe Tour und war in die Kategorie 1.1 eingestuft. Der Wettbewerb wurde von 2005 bis 2009 jeweils im Oktober in der Nähe der Stadt Reggio nell’Emilia in der Region Emilia-Romagna  ausgetragen.

## Siegerliste
- 2005  Murilo Fischer
- 2006  Enrico Gasparotto
- 2007  Leonardo Bertagnolli[1]
- 2008  Mychajlo Chalilow
- 2009  Filippo Pozzato